# Inxent
Inxent è un comune francese di 158 abitanti situato nel dipartimento del Passo di Calais nella regione dell'Alta Francia.

## Storia

### Simboli
Lo stemma è stato adottato con delibera del consiglio comunale del 22 settembre 1995.
Sant'Antonio è il patrono della parrocchia, il fiume Course è rappresentato dalla sbarra azzurra e dal pesce.

## Società

### Evoluzione demografica
Abitanti censiti